# Troposzférikus hullámterjedés
A troposzférikus hullámterjedés a rádióhullámok terjedésének az a módja, amikor a troposzférában olyan inhomogenitás jön létre, ami a rádióhullámokat visszatükrözi. A troposzférában kétféle inhomogenitás jöhet létre:
- réteges inverzió
- globuláris inverzió

A réteges inverzió nem előrejelezhető, időszakos, instabil hullámterjedési forma. Leginkább a tavaszi és az őszi időszakokban fordulhat elő.
A globuláris inverzió mindig jelen van, gyenge visszaverő hatású, és az évszakok változása szerint periodikus változást mutat. Mindkét inhomogenitás okozója a troposzférában létrejövő hőmérséklet-különbségek hatásán alapszik.

## A réteges inverzión történő terjedés mechanizmusa

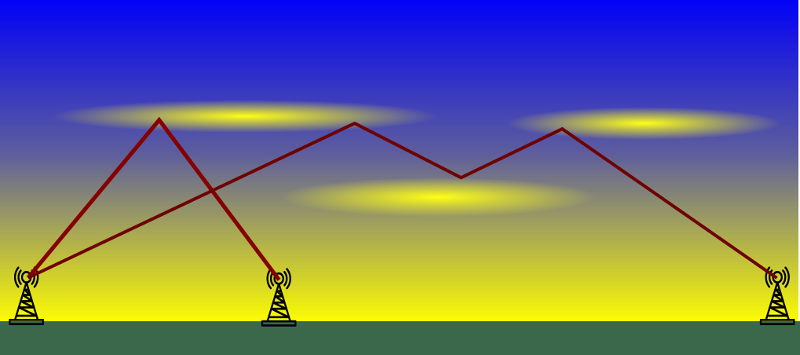
Hullámterjedés inverziós rétegeken

A troposzféra hőmérséklete általában a magassággal csökken, de időnként hirtelen hőmérsékletugrások (inverziók) is előfordulnak, amelyek a légsűrűség változásával, az pedig a közeg törésmutatójának változásával járnak. Az ultrarövid hullámok az inverziós rétegbe érve megtörnek, és a Föld felé visszaverődnek.
Előfordulhat, hogy különböző magasságokban több inverziós réteg képződik, és az ultrarövid hullámok e két réteg között addig verődnek oda-vissza, amíg az alsó réteg elvékonyodása helyén a Föld felé kilépnek. Ilyen esetben az adás és a lehetséges vétel helye között nagy holt zóna alakul ki.

### A réteges inverzión történő terjedésben érintett frekvenciatartomány
A réteges inverzión történő terjedés leginkább a VHF (URH) tartomány alsó részén szokott előfordulni, 30–150 MHz-es tartományban. A troposzférikus terjedés általi visszaverődés frekvenciafüggő, nem minden esetben érinti a teljes tartományt. 100 MHz fölött ritkábban jelentkezik.
A troposzférikus terjedés a következő alkalmazásokra van kihatással:
- 6 m, 4 m, 2 m rádióamatőr sávok
- CCIR műsorszórás
- Légiforgalmi kommunikációs sáv

### Gyakorlati jelentősége
A réteges inverziókon történő terjedés által (VHF) URH tartományban rádióhorizonton túli összeköttetéseket lehet létrehozni. Egyszeres visszaverődés esetén 500 ~ 1000km, többszörös visszaverődés esetén 1000 ~ 3000km is áthidalható, az inverziós réteg méretétől és helyzetétől függően.
Mivel ez a terjedési forma instabil, időszakos és nem előrejelezhető, így gyakorlati jelentősége leginkább a rádióamatőrök körében van. Az URH műsorszórást és egyéb alkalmazásokat tekintve inkább zavaró tényező.

## A globuláris inverzión történő terjedés mechanizmusa

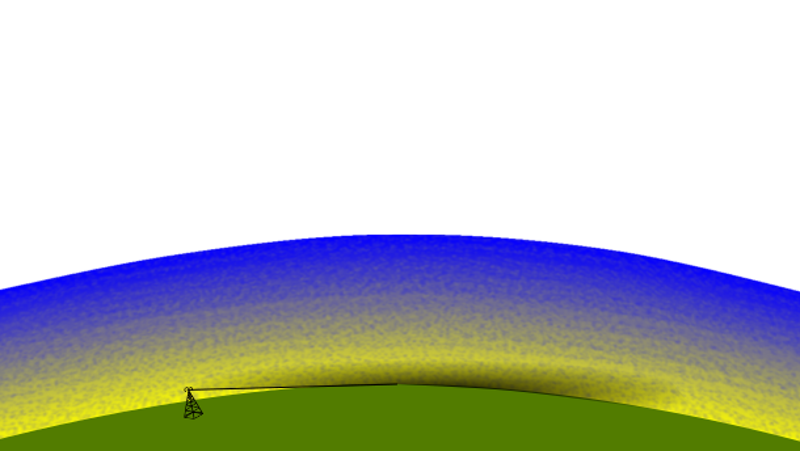
Troposzférikus szóródás

Mivel a levegő nem jó hővezető, így mind a felmelegedéskor, mind a lehűléskor keletkeznek benne szigetszerű képződmények, melyek hőmérséklete eltér a környező légtömeg hőmérsékletétől. Mivel a hőmérséklet kisebb-nagyobb mértékben állandóan változik, így az ilyen hőszigetek, globuluszok keletkezése is állandó jellegű. A globuluszok mérete köbcentiméteres nagyságrendtől többször 10 köbméteres nagyságrendű intervallumban lehet. A hőmérséklet eltérés a globuluszok és a környezetük között néhány °C. Egyidejűleg minden mérettartományban jelen van a légkörben.
A globuláris inverzió a rádióhullámokat szórja, a törési jelenség hasonlatos ahhoz, mint amikor a ködön szóródik a látható fény. A jelenségre akkor figyeltek fel, amikor elterjedtek a deciméteres hullámú televízió műsorszóró adók, és a deciméteres hullámban üzemelő radarberendezések. Nagyon gyenge, de stabil térerővel tudták venni a kisugárzott jeleket, többszörös távolságokon, mint amit a diffrakciós rádióhorizont számítással számoltak. A jelenség kutatását 1950 körül kezdték.

### A globuláris inverzión történő terjedésben érintett frekvenciatartomány
A teljes URH tartomány (VHF), a deciméteres hullámok, és a cm-es hullámok alsó része. Hatása 100 MHz-től 4 GHz-ig enyhe mértékben csökken, 5GHz fölött már nem tapasztalható a jelenség.

### Gyakorlati jelentősége
Nagy távolságú URH és deciméteres hullámú összeköttetések létesítésére alkalmas. Mivel gyenge terjedés, így nagy teljesítményű, minimum 10kW-os adóvégfok, valamint erősen irányított antenna szükséges, mindkét végponton. A horizonton túl, évszakos periodicitással  100 ~ 120 dB körüli a csillapítás, de ez még nagyobb távolságoknál sem csökken tovább jelentősen, 500 ~ 600 km után mutat a vett jel ugrásszerű csökkenést, így ebben a távolságban veszti gyakorlati jelentőségét. A terjedés nyáron a legerősebb, télen a leggyengébb. Nagy távolságú, maximálisan 500 km pont-pont kapcsolatok létrehozására alkalmas. Költséges mivolta miatt leginkább katonai jellegű kommunikációra használják.
Mivel nagy tartományban nem frekvenciafüggő terjedési mód, így szélessávú digitális összeköttetések hozhatók létre. 

## Rádióhullámok terjedését hátrányosan befolyásoló légköri hatások

### Vízgőz, vízpára
2.3 – 2.5 GHz körül fejt ki jelentős csillapító hatást. Ennek köszönhető, hogy a Wifi- és Bluetooth eszközöknek ezt a sávot osztották ki, mivel kis hatósugarú, beltéri kommunikációra tervezték.
A vízgőznek erős elnyelő hatása van a következő frekvenciákra: 22.3 GHz, 183.3 GHz 323.8 GHz. 

### Oxigén
Az oxigénnek egy izolált elnyelési frekvenciavonala van 118.74 GHz-en és nagyon sok egymáshoz közeli elnyelési vonala 50 és 70 GHz között. Az atmoszféra alsó részében ezek a vonalak folytonos sávvá szélesednek.

### Eső
Függ az eső intenzitásától, cseppmérettől. A cseppméret eloszlás az esőintenzitás függvénye, nagyobb esőcseppekkel a nagyobb esőintenzitásokkor. Jelentős hatása a GHz-es tartományban van. Hatása van pl. a műholdas televízióvételre. Sűrű esőben jelentősen lecsökken a jelszint. Egyéb hatásai:
- rádióhullámok depolarizációja: olyan rendszerekben fejti ki hatását, ahol egy frekvencián eltérő polarizációval sugárzunk külön-külön jelet. A két jel ilyenkor zavarja egymást.
- bisztatikus szórás: Ez a hatás a térosztásos multiplex rendszereknél jelentkezik, ahol szomszédos csatornás interferenciát okozhat, ha az egyik nyalábból szórt jel a másik szektorban elhelyezkedő vevőantennára jut.

### Köd
Hatása hasonló az eső hatásához, csak jóval nagyobb frekvenciákon és jóval kisebb hatással. A szubmilliméteres sávokon kezd jelentősebb hatást kifejteni.

## Lásd még
Kapcsolódó szócikkek:
- BARSZ (távközlési rendszer)